# Todd County (Minnesota)
Das Todd County ist ein County im US-amerikanischen Bundesstaat Minnesota. Im Jahr 2020 hatte das County 25.262 Einwohner und eine Bevölkerungsdichte von 10,4 Einwohnern pro Quadratkilometer. Der Verwaltungssitz (County Seat) ist Long Prairie.

## Geografie

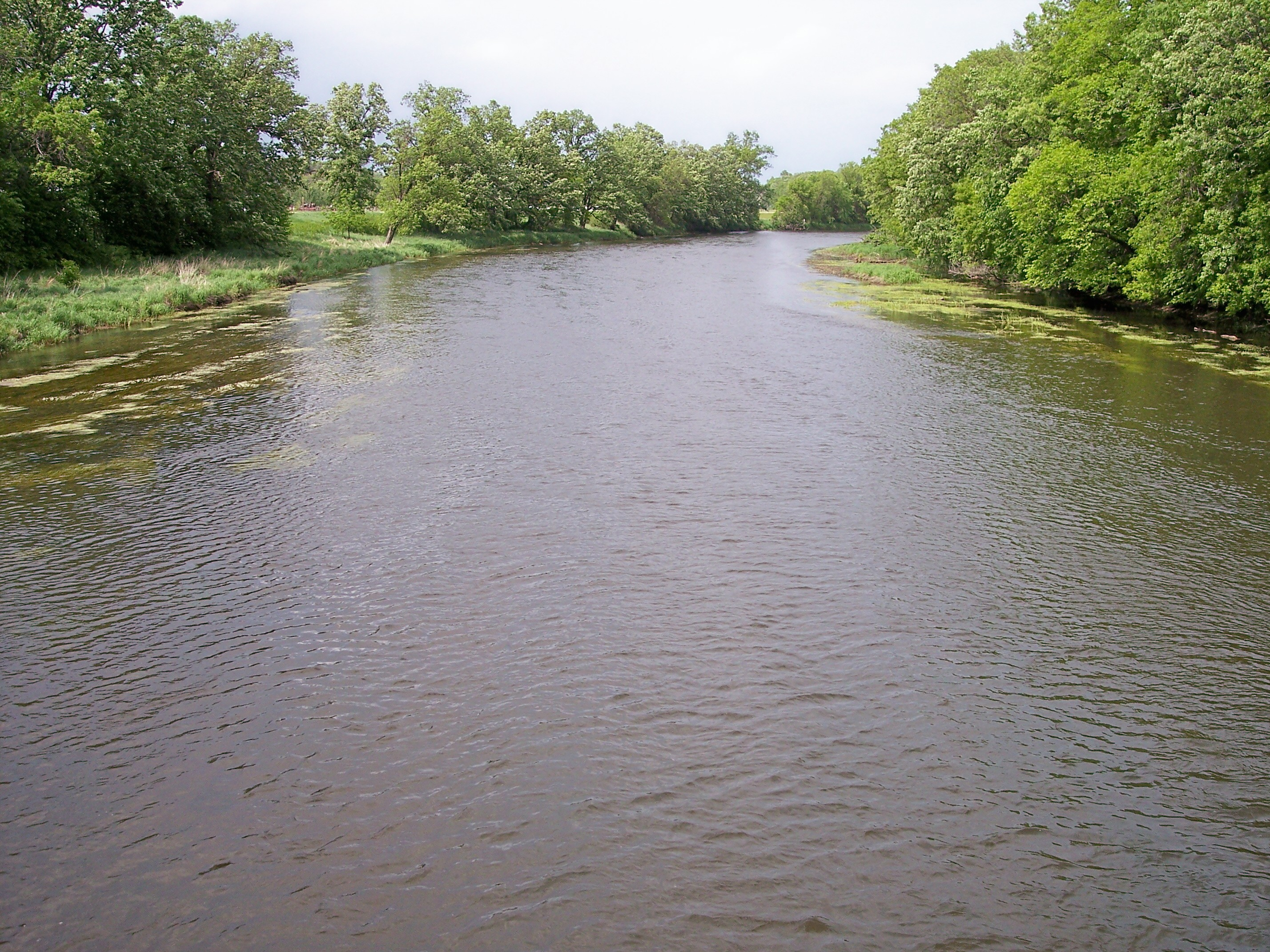
Der Long Prairie River

Das County liegt etwas westlich des geografischen Zentrums von Minnesota. Es hat eine Fläche von 2536 Quadratkilometern, wovon 97 Quadratkilometer Wasserfläche sind.
Im äußersten Nordosten wird das County vom Crow Wing River begrenzt, einem rechten Nebenfluss des oberen Mississippi. In seiner ganzen Ausdehnung wird das County von Süd nach Nord vom Long Prairie River durchflossen, bevor dieser wenige Kilometer vor dessen Mündung in den Crow Wing River das County nach Osten verlässt.
An das Todd County grenzen folgende Nachbarcountys:
| Otter Tail County | Wadena County  | Cass County     |
| Douglas County    |                | Morrison County |
|                   | Stearns County |                 |

## Geschichte

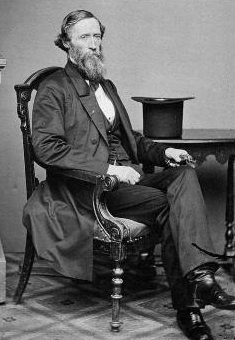
Todd

Das Todd County wurde am 20. Februar 1855 aus Teilen des Cass County gebildet. Benannt ist es nach John Blair Smith Todd (1814–1872), einem General der US Army und späteren Mitglied des Kongresses.

## Demografische Daten
Nach der Volkszählung im Jahr 2010 lebten im Todd County 24.895 Menschen in 9994 Haushalten. Die Bevölkerungsdichte betrug 10,2 Einwohner pro Quadratkilometer. In den 9994 Haushalten lebten statistisch je 2,45 Personen.
Ethnisch betrachtet setzte sich die Bevölkerung zusammen aus 97,1 Prozent Weißen, 0,5 Prozent Afroamerikanern, 0,4 Prozent amerikanischen Ureinwohnern, 0,5 Prozent Asiaten, 0,2 Prozent Polynesiern sowie aus anderen ethnischen Gruppen; 1,3 Prozent stammten von zwei oder mehr Ethnien ab. Unabhängig von der ethnischen Zugehörigkeit waren 5,4 Prozent der Bevölkerung spanischer oder lateinamerikanischer Abstammung.
24,5 Prozent der Bevölkerung waren unter 18 Jahre alt, 58,0 Prozent waren zwischen 18 und 64 und 17,5 Prozent waren 65 Jahre oder älter. 48,7 Prozent der Bevölkerung war weiblich.

Das jährliche Durchschnittseinkommen eines Haushalts lag bei 44.202 USD. Das Pro-Kopf-Einkommen betrug 21.406 USD. 15,5 Prozent der Einwohner lebten unterhalb der Armutsgrenze.

## Ortschaften im Todd County
Citys
| - Bertha - Browerville - Burtrum - Clarissa | - Eagle Bend - Grey Eagle - Hewitt - Long Prairie | - Osakis1 - Staples2 - Swanville3 - West Union |

1 – teilweise im Douglas County

2 – teilweise im Wadena County

3 – überwiegend im Morrison County

## Gliederung
Das Todd County ist neben den zwölf Citys in 28 Townships eingeteilt:
| Township              | Einwohner (2010) | FIPS     |
| --------------------- | ---------------- | -------- |
| Bartlett Township     | 445              | 27-03790 |
| Bertha Township       | 408              | 27-05500 |
| Birchdale Township    | 856              | 27-06022 |
| Bruce Township        | 585              | 27-08272 |
| Burleene Township     | 345              | 27-08668 |
| Burnhamville Township | 759              | 27-08722 |
| Eagle Valley Township | 541              | 27-17450 |
| Fawn Lake Township    | 555              | 27-20708 |
| Germania Township     | 500              | 27-23552 |
| Gordon Township       | 659              | 27-24578 |
| Grey Eagle Township   | 638              | 27-26018 |
| Hartford Township     | 662              | 27-27368 |
| Iona Township         | 490              | 27-31130 |
| Kandota Township      | 729              | 27-32408 |

| Township               | Einwohner (2010) | FIPS     |
| ---------------------- | ---------------- | -------- |
| Leslie Township        | 642              | 27-36674 |
| Little Elk Township    | 285              | 27-37538 |
| Little Sauk Township   | 829              | 27-37718 |
| Long Prairie Township  | 844              | 27-38078 |
| Moran Township         | 508              | 27-44062 |
| Reynolds Township      | 662              | 27-53926 |
| Round Prairie Township | 706              | 27-56122 |
| Staples Township       | 627              | 27-62464 |
| Stowe Prairie Township | 454              | 27-63058 |
| Turtle Creek Township  | 295              | 27-65740 |
| Villard Township       | 656              | 27-67162 |
| Ward Township          | 447              | 27-68098 |
| West Union Township    | 268              | 27-69754 |
| Wykeham Township       | 409              | 27-71932 |